# Velibor Gligorić
Velibor Gligorić, srbski književni kritik, predavatelj in akademik, * 28. julij 1899, † 3. oktober 1977.
Gligorić je deloval kot književni kritik in bil dopisni član Slovenske akademije znanosti in umetnosti (od 7. februarja 1967).